# Jiří Štajner
Jiří Štajner, češki nogometaš, * 27. maj 1976, Benešov, Češkoslovaška.
Štajner je nekdanji nogometni napadalec in član češke reprezentance.